# Reiichi Miyazaki

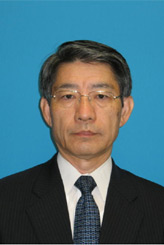
Reiichi Miyazaki

Reiichi Miyazaki (jap. 宮崎 礼壹, Miyazaki Reiichi; * 13. Mai 1945 in der Präfektur Saitama) ist ein japanischer Jurist, Staatsanwalt und Beamter. Von 2006 bis 2010 war er Leiter des Legislativbüros des Kabinetts.
Miyazaki wuchs in Tokio auf und studierte Recht an der Universität Tokio. Seine Anwaltsprüfung legte er 1967 ab, seinen Studienabschluss machte er 1968. 1970 begann seine Karriere als Staatsanwalt bei den Bezirksstaatsanwaltschaften Tokio, Okayama und Sapporo. 1984 wechselte er als sanjikan in die Kriminalabteilung (keiji-kyoku) des Justizministeriums und 1987 erstmals ins Legislativbüro. In den 1990er Jahren leitete er dort verschiedene Abteilungen, 2004 wurde er stellvertretender Leiter (jichō).
2006 berief das erste Kabinett Abe Miyazaki als Nachfolger von Masahiro Sakata zum Leiter des Legislativbüros. Das Amt behielt er in den Kabinetten Fukuda, Asō und Hatoyama bis Januar 2010, als er zurücktrat und durch Shin’ichirō Kajita abgelöst wurde.